# AVN Adult Entertainment Expo
L'AVN Adult Entertainment Expo ou AEE est un salon professionnel consacré à l'industrie pornographique qui a lieu chaque année à Las Vegas dans le Nevada aux États-Unis et organisé par le magazine Adult Video News. La cérémonie de remise des AVN Awards se déroule dans la période du salon à l'hôtel-casino The Venetian.

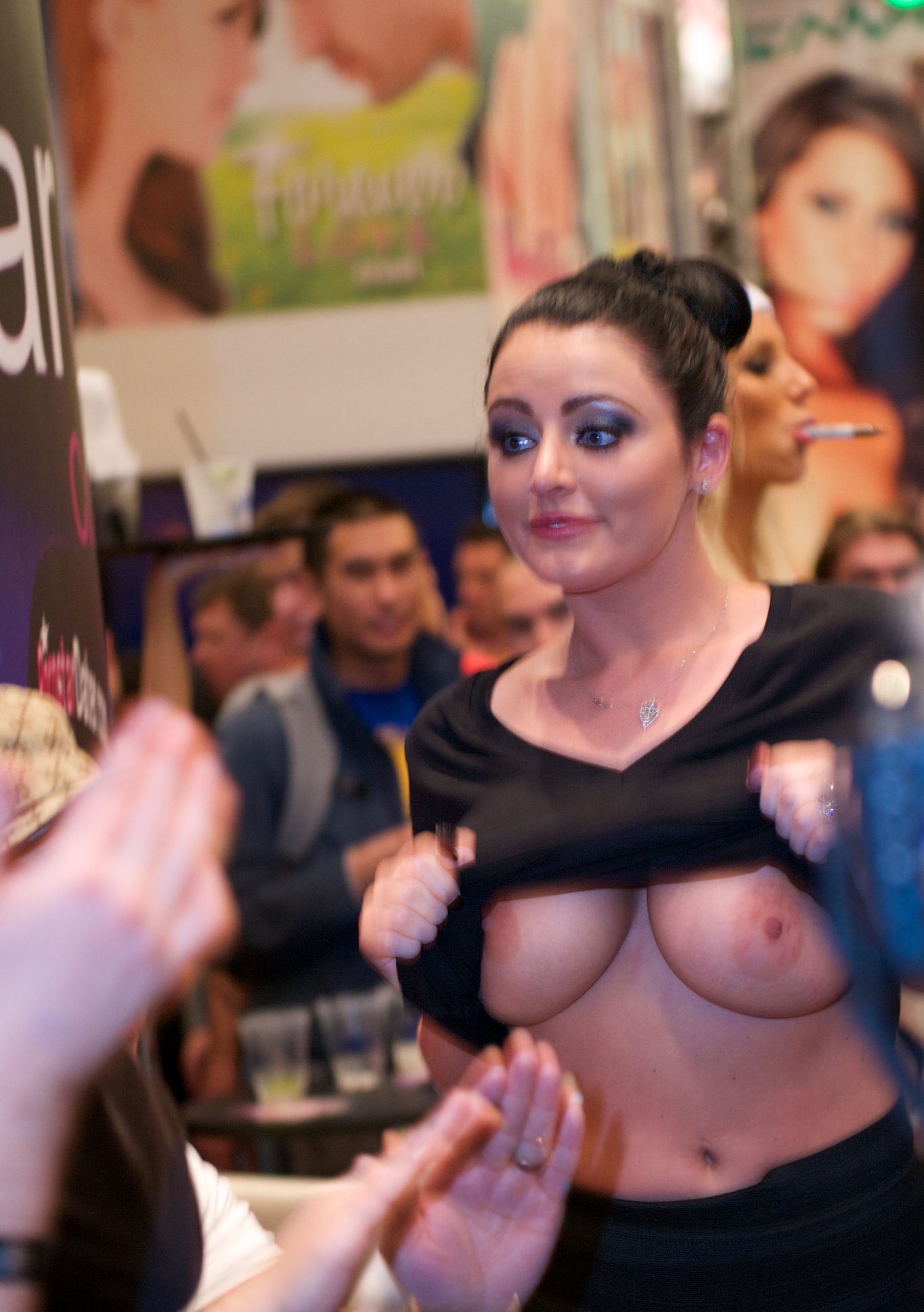
Sophie Dee à l'AVN Adult Entertainment Expo 2013.

Le salon se tient au Sands Expo en même temps que le Consumer Electronics Show mais il n'existe aucun lien entre ces deux manifestations. L'exposition se partage entre des périodes uniquement réservées aux professionnels et des périodes d'ouverture au grand public qui peut alors accéder aux stars du X, faire signer des autographes, récupérer des photos…
Ce salon est le plus grand au monde de ce genre.[réf. nécessaire]